# 大明慈悲國
大明慈悲国是1915年以余清芳、江定、罗俊3人为首，为武装反抗日本在台湾的殖民统治而建立的一个民變組織，存在9個月。

## 经过
1915年，台湾人余清芳、罗俊、江定3人以斋教为掩护，以臺南廳西來庵为据点，进行活动，共同密谋组建“大明慈悲国”，并以宗教方式說服信徒，宣称日本据台20年，气数已尽，余清芳受防瘟之神五福王爷的諭令，將担任“台湾人的皇帝”，更宣称中華帝国的皇帝袁世凯将派北洋军支持台湾独立。同年4月，在西來庵的會議中，決議由江定之子江燐來當皇帝，余清芳不當皇帝而是任職大元帥，羅俊也不當皇帝而是任職國師，但江燐被推舉為擬任皇帝一事並未對外宣傳。7月6日，余清芳等人策动西来庵事件，宣布建立“大明慈悲国”，余清芳任“大明慈悲国奉旨平台征伐天下大元帅”，江定任“副元帅”，武装反抗日本对台湾的统治。8月，余清芳被捕，副元帥江定繼為首領。9月，余清芳被日本处死。江定在西来庵事件失败后逃入山中，继续游击抗日，至次年（1916年）4月始受劝诱而向日本官方投降，后被台湾总督府处死。